# Марк Манлий Капитолин (консул 434 года до н. э.)
Марк Манлий Капитолин (лат. Marcus Manlius Capitolinus; V век до н. э.) — римский политический деятель, по некоторым данным консул 434 года до н. э.
Согласно Титу Ливию, Валерий Антиат и Туберон называли Марка Манлия консулом 434 года до н. э. и коллегой Квинта Сульпиция Камерина Претекстата. При этом «древние авторы» утверждали, что в этом году в Риме были военные трибуны с консульской властью, а Диодор Сицилийский называет имена трёх трибунов — Манлия, Сульпиция и Сервия Корнелия Косса. 